# Triethyldialuminiumtrichlorid
Triethyldialuminiumtrichlorid ist eine chemische Verbindung aus der Gruppe der aluminiumorganischen Verbindungen.

## Gewinnung und Darstellung
Triethyldialuminiumtrichlorid kann durch Reaktion von Aluminium mit Chlorethan gewonnen werden.

## Eigenschaften
Triethyldialuminiumtrichlorid ist eine gelbe Flüssigkeit, die sich in Wasser heftig zersetzt. Sie zersetzt sich ebenfalls bei einer Temperatur über 150 °C.

## Verwendung
Triethyldialuminiumtrichlorid kann als Katalysator für organische Synthesen verwendet werden, wie Friedel-Crafts-Alkylierungen von Alkenen und Copolymerisationen.